# Markus Hoffmann (Fußballspieler)
Markus Hoffmann (* 29. Juni 1972) ist ein ehemaliger österreichischer Fußballspieler. Nach dem Ende seiner aktiven Laufbahn wurde er Trainer und gehörte insbesondere zum Trainerstab von Urs Fischer bei dessen Stationen beim FC Basel und 1. FC Union Berlin.

## Sportlicher Werdegang
Hoffmann entstammt der Jugend des ASK Salzburg. Als Teenager wechselte er zum SV Austria Salzburg, wo er sich jedoch nicht durchzusetzen vermochte. 1992 wechselte er daher zur SV Braunau in die drittklassige Regionalliga Mitte und gewann mit dem Klub in der Spielzeit 1992/93 den dortigen Meistertitel. In den folgenden Jahren spielte er mit dem Klub in der zweiten Liga. 1999 wechselte er nach Deutschland, wo er sich dem Süd-Regionalligisten Wacker Burghausen anschloss. In der Spielzeit 1999/2000 wurde er mit dem Drittligisten Tabellenvierter, nach einem 13. Tabellenplatz im Folgejahr verließ er kurz nach Beginn der Spielzeit 2001/02 – an deren Ende der Aufstieg in die 2. Bundesliga stand – den Klub und kehrte nach Österreich zurück. Beim Drittligisten PSV Salzburg spielte er bis Sommer 2002, ehe er als beim Ligakonkurrenten SV Seekirchen 1945 seine Karriere ausklingen ließ. Danach war er ab 2008 bis zu 2011 Trainer beim SV Seekirchen 1945.
Zum Jahresende 2011 verließ Hoffmann den SV Seekirchen 1945, um beim FC Basel Trainerassistent des neuen Cheftrainers Heiko Vogel zu werden, der dem vom Hamburger SV ausgelösten Thorsten Fink nachgefolgt war. Als Vogel im Oktober 2012 gehen musste, blieb er unter Murat Yakin Teil des Trainerstabs und gewann mit ihm zweimal den Meistertitel. Gemeinsam beendeten sie im Sommer 2014 ihre Tätigkeit, Hoffmann folgte Yakin anschließend als Teil des Analyseteams zu Spartak Moskau. Im Sommer 2015 holte der neu verpflichtete FCB-Trainer Fischer Hoffmann zurück ins Trainerteam des Klubs. Trotz zwei Meisterschaftsgewinnen – dabei einmal als Double – wurden die Zwei-Jahres-Verträge nicht verlängert und sie verließen gemeinsam den Klub. Hoffmann schloss sich dem FC St. Gallen an, wo er zunächst als Talentmanager für das Nachwuchsleistungszentrum vorgesehen war, aber dann in den Trainerstab von Giorgio Contini aufrückte. Nach vier Niederlagen in fünf Spielen wurden sie gemeinsam Ende April 2018 von der Vereinsführung um Präsident Matthias Hüppi und Sportchef Alain Sutter freigestellt.
Ende Juni 2018 kam es zur Wiedervereinigung von Fischer und Hoffmann, als dieser dem wenige Wochen zuvor verpflichteten Fischer als Trainerassistent zum deutschen Zweitligisten 1. FC Union Berlin folgte. Am Ende der Spielzeit 2018/19 verpassten sie als Tabellendritter aufgrund der schlechteren Tordifferenz gegenüber dem punktgleichen Aufsteiger SC Paderborn 07 den direkten Aufstieg, in der Relegation setzen sich „die Eisernen“ jedoch aufgrund der Auswärtstorregel gegen den VfB Stuttgart durch. Als Tabellenelfter der Spielzeit 2019/20 schaffte die Mannschaft den Klassenerhalt in der Bundesliga, dabei stand er im Mai beim Spiel gegen den FC Bayern München (0:2-Heimniederlage) vertretungsweise als Cheftrainer für den wegen eines Todesfalls in der Familie abwesenden Fischer an der Seitenlinie. Der Hauptstadtverein etablierte sich in den folgenden Jahren in der erweiterten Spitze der deutschen Meisterschaft und qualifizierte sich regelmäßig für den Europapokal. Im September 2022 verlängerte Hoffmann gemeinsam mit Fischer sein Arbeitspapier beim Berliner Klub. Kurze Zeit später vertrat er erneut Fischer, als dieser sich aufgrund eines positiven Corona-Tests zeitweise in Quarantäne begeben musste. Gemeinsam mit Fischer wurde er im November 2023 beurlaubt, nach dem der Klub 14 Pflichtspiele in Serie ohne Sieg geblieben war.